# Matthew Stewart (4e comte de Lennox)
Pour les articles homonymes, voir Matthew Stewart et Stewart.
 (février 2009).
Si vous disposez d'ouvrages ou d'articles de référence ou si vous connaissez des sites web de qualité traitant du thème abordé ici, merci de compléter l'article en donnant les références utiles à sa vérifiabilité et en les liant à la section « Notes et références ».
Matthew Stewart (Mathieu Stuart), 4e comte de Lennox, né le 21 septembre 1516 au château de Dumbarton et mort le 4 septembre 1571 au château de Stirling, est le chef de la noblesse catholique d'Écosse au milieu du XVIe siècle.

## Biographie
Il est le fils de John Stewart († assassiné en 1526), 3e comte de Lennox, et d'Élisabeth Stewart d'Atholl, fille de John. Son quadrisaïeul était John Stuart de Derneley/de Darnley d'Aubigny (et La Verrerie) (1365-1429), issu lui-même d'Alexandre Stuart.
Il épouse, en 1544, Margaret Douglas (1515-1577), fille d'Archibald Douglas, 6e comte d'Angus, et de Marguerite d'Angleterre (Margaret Tudor ; 1489-1541 ; fille du roi Henri VII d'Angleterre et d'Élisabeth d'York, sœur du roi Henri VIII, veuve en 1513 de Jacques IV d'Écosse — d'où Jacques V, père de la reine Marie Stuart ci-dessous — remariée à Archibald Douglas dès 1514).
De cette union sont issus deux enfants :
- Henry Stuart (1546 – 1567), Lord Darnley (appellation correcte, mais peu usitée : « Henry Stewart, 1er duc d'Albany »), second époux de sa cousine germaine la reine Marie Ire d'Écosse, et père du roi Jacques VI d'Écosse (devenu en outre, en 1603, roi d'Angleterre et d'Irlande sous le nom de Jacques Ier en succession d'Élisabeth).
- Charles Stewart, 5e comte de Lennox (mort en 1576)[1], il épouse en 1574 Elizabeth Cavendish, avec qui il a une fille, Arbella Stuart.

Chargé, avec Thomas Wharton, de commander un corps expéditionnaire de 5 000 hommes pour une manœuvre de diversion contre le comte d'Arran le 8 septembre 1547, il s'empare de Castlemilk dans l'Annandale et, au terme d'âpres combats pour la prise de l’église fortifiée, incendie Annan.
Après l'abdication de sa belle-fille, le 24 juillet 1567, Matthew Stewart exerce jusqu'à sa mort en 1571, les fonctions de régent du royaume d'Écosse, au nom de son petit-fils le roi Jacques VI, âgé d'un an lors de son accession au trône. Il est tué lors du raid mené contre le château de Stirling par les partisans de la reine déchue Marie Stuart.